# Broder Daniel
Broder Daniel, souvent abrégé en BD, est un groupe suédois de pop et rock alternatif, originaire de Göteborg. Leur style musical est un mélange efficace de britpop, virant parfois punk, et de sons plus « garage », plus américains. Certaines de leurs chansons figurent dans la bande originale du film Fucking Åmål.
La reprise de Shoreline par Anna Ternheim (double disque d'or en Suède en 2006) contribue à les faire, un peu, connaître en France. Mais leur succès resta confiné à leur pays d’origine. Le 30 mars 2008, Anders Göthber, guitariste du groupe, se suicide. À la suite de cet événement, le groupe décide de donner un dernier concert (lors du Way Out West Festival 2008) avant de mettre un terme à son existence. Broder Daniel est très populaire en Suède.

## Biographie
Pendant sa période, au Göteborgs Högre Samskola de Göteborg, Henrik Berggren cherche un moyen de s'exprimer, et choisit la solution de facilité en formant un groupe pop. Pendant les premières existences d'existence, le groupe effectue des changements de formation, et décide de s'appeler Broder Daniel. Deux nouveaux membres se joignent au groupe, puis commencent à définir leur son. Ils décident dès le début de mettre l'accent sur le côté émotionnel de leur musique sans se soucier d'avoir un « son correct ». L'accent du chanteur Henrik Berggren leur vaudra quelques moqueries en Angleterre par exemple (ce qui tient de l’anecdote pour les autres pays). 
Le label Jimmy Fun Music, dirigé par Per Gessle des Roxette, choisit de les signer, avant que le groupe ne signe chez EMI Music Suède. En 1995, le groupe publie son premier album, Saturday Night Engine, qui se caractérise par de simples chansons sans respect pour la conformité musicale. Ils commencent alors à gagner en popularité en Suède. Après la sortie d'un deuxième album, l'homonyme Broder Daniel, le groupe quitte EMI en 1997 et se retrouve sans label. Bien que ses albums se soient très peu vendus, le groupe joue quand même dans des clubs et festivals. Un an plus tard, ils signent chez le label Dolores Recordings et publient leur meilleur album en date, Broder Daniel Forever. Ce nouvel opus comprend dès thèmes plus sombres comme la mort, et s'inspire de Psychocandy, le premier album des rockeurs The Jesus and Mary Chain. La popularité de Forever est telle que le groupe atteint des sommets en matière de ventes, grâce notamment à l'inclusion de la chanson-titre de Broder Daniel dans la bande originale du film Fucking Åmål.
Après la sortie de Forever, le groupe effectue une tournée polémique en Suède, que le groupe terminera plus tôt que prévu. Quelques concerts sont joués en Angleterre dans le but d'attirer un label qui pourrait publier leurs albums à l'international. Cela n'arrivera pas. Après cette tournée, le groupe se sépare, et plus aucun membre ne garde contact avec les autres. En 2001, le bassiste Håkan Hellström publie un album solo. Cinq ans après la sortie de Forever, le groupe se réunit pour enregistrer un nouvel album, Cruel Town, publié en 2003. Cette fois les paroles sont plus complexes et travaillées. L'album montre une face évoluée de Broder Daniel, dont les thèmes se basent sur la société et la nostalgie.
Le 30 mars 2008, le guitariste Anders Göthberg se suicide à Stockholm,. Le groupe jouera une dernière fois au Way Out West Festival à Göteborg en hommage au regretté Anders Göthberg. Pendant ce concert, ils jouent une nouvelle chanson intitulée Hold On to Your Dreams, dédiée à Göthberg. En août 2014, une sépulture pour le groupe est apposée sur le site de leur dernier concert à Slottsskogen.

## Membres

### Anciens membres
- Henrik Berggren - chant (1989–2008)
- Anders Göthberg - guitare électrique (1993–2008 ; décédé en 2008)
- Lars « Poplars » Malmros - batterie (1994–2008)
- Theodor Jensen - basse, guitare électrique (2003, 2005–2008)
- Daniel Gilbert - basse (1989–1995)
- Johan Neckvall - guitare électrique (1989–1997)
- Håkan Hellström - basse, batterie (1989-1994, 1998-2002)

## Discographie

### Albums studio
- 1995 - Saturday Night Engine
- 1996 - Broder Daniel
- 1998 - Broder Daniel Forever
- 2000 - Singles
- 2003 - Cruel Town
- 2005 - No Time For Us (1989-2004)
- 2005 - The Demos 1989-1997

### Singles
- 1995 - Cadillac
- 1995 - Luke Skywalker
- 1995 - Iceage
- 1996 - Go my own Way
- 1996 - Work
- 1998 - I'll be Gone
- 1998 - You Bury Me
- 1998 - Fucking Åmål theme: Underground
- 1998 - Fucking Åmål theme: Whirlwind
- 1999 - Happy People Never Fantasize
- 2003 - When We Were Winning
- 2003 - Cruel Town. Promo, snippet
- 2004 - Shoreline
- 2004 - What Clowns Are We
- 2005 - Luke Skywalker 7"

## DVD
- 2004 - Army of Dreamers

## Film
- 2009 - Broder Daniel Forever